# BPS (entreprise)
Pour les articles homonymes, voir BPS.
 (janvier 2018).
B.P.S. est une ancienne marque de moto française, ayant existé de 1973 à 1982[réf. non conforme].

## Historique
De la rencontre de ces quatre passionnés, deux commerçants et deux techniciens naît la marque de motos tout terrain BPS.
En 1973, Marcel Seurat, importateur Ossa, met son réseau de concessionnaires au service de la marque villefranchoise qui devient BPS. Si cette association ne dure qu'un temps mais le S reste jusqu'au bout. 
À partir de cette année débute la fabrication en série. Le salon de la Moto 1973, commun à celui de l'automobile, est la première grande occasion de présenter la marque BPS et les premières machines : 125 cross, 125 Élan.